# Levantamento de peso nos Jogos Pan-Americanos de 1983
As competições de levantamento de peso nos Jogos Pan-Americanos de 1983 foram realizadas em Caracas, Venezuela. Esta foi a nona edição do esporte nos Jogos Pan-Americanos, tendo sido disputado apenas entre os homens.

## Masculino
| Evento  | Ouro                     | Prata                    | Bronze                 |
| ------- | ------------------------ | ------------------------ | ---------------------- |
| 52 kg   | Juan Hernández (CUB)     | Humberto Fuentes (VEN)   | Ader Rincones (VEN)    |
| 56 kg   | Aristóteles Soler (CUB)  | José Ramírez (DOM)       | Porfirio de León (PUR) |
| 60 kg   | Hildemar Rodríguez (VEN) | Abdel González (COL)     | Ángel García (DOM)     |
| 67,5 kg | Julio Loscos (CUB)       | Francisco Alleguez (CUB) | Claude Dallaire (CAN)  |
| 75 kg   | Julio Echenique (CUB)    | Jacques Demers (CAN)     | Cal Schake (USA)       |
| 82,5 kg | Enrique Sabarit (CUB)    | David Muñoz (MEX)        | Gilles Poirier (CAN)   |
| 90 kg   | Ciro Ibáñez (CUB)        | Mario Parente (CAN)      | Jaime Molina (PER)     |
| 100 kg  | Michael Davis (USA)      | José Guzmán (DOM)        | Nenhum                 |
| 110 kg  | Kevin Roy (CAN)          | Rolando Villamil (PAN)   | Calvin Stamp (JAM)     |
| +110 kg | Reynaldo Chávez (CUB)    | William Boyd (JAM)       | Nenhum                 |

## Quadro de medalhas
| Pos.                | País                 | Ouro | Prata | Bronze | Total |
| ------------------- | -------------------- | ---- | ----- | ------ | ----- |
| 1                   | Cuba                 | 8    | 1     | 0      | 9     |
| 2                   | Canadá               | 1    | 2     | 2      | 5     |
| 3                   | Venezuela            | 1    | 1     | 1      | 3     |
| 4                   | República Dominicana | 0    | 2     | 1      | 3     |
| 5                   | Jamaica              | 0    | 1     | 1      | 2     |
| 6                   | Colômbia             | 0    | 1     | 0      | 1     |
| 6                   | México               | 0    | 1     | 0      | 1     |
| 6                   | Panamá               | 0    | 1     | 0      | 1     |
| 9                   | Estados Unidos       | 0    | 0     | 1      | 1     |
| 9                   | Peru                 | 0    | 0     | 1      | 1     |
| 9                   | Porto Rico           | 0    | 0     | 1      | 1     |
| Total (11 entradas) | Total (11 entradas)  | 10   | 10    | 8      | 28    |